# Bronckhorst
Bronckhorst es un municipio de la provincia de Güeldres en los Países Bajos. El municipio se formó el 1 de enero de 2005 por la fusión de Hengelo, Hummelo en Keppel, Steenderen, Vorden, y Zelhem. Tomó su nombre de una antigua familia de caballeros, los Van Bronckhorst, que dieron nombre al castillo Bronckhorst en torno al que surgió una pequeña población incorporada al municipio. Cuenta con una superficie de 286,42 km ², de los que 2,86 km ² corresponden a la superficie ocupada por el agua. El 1 de enero de 2014 tenía una población de 36.392 habitantes, lo que supone una densidad de 130 h/km². El ayuntamiento se encuentra en Hengelo.

## Centros de Población
El municipio de Bronckhorst es por su extensión el mayor municipio rural de los Países Bajos, formado por 44 núcleos de población:
- Pertenecientes al antiguo municipio de Hengelo: Hengelo, Keijenborg, Noordink, Dunsborg, Bekveld en Gooi, Varssel y Veldhoek
- Anteriormente en Hummelo en Keppel: Achter-Drempt, Eldrik, Hoog-Keppel, Hummelo, Laag-Keppel y Voor-Drempt.
- Anteriormente en Vorden: Delden, Kranenburg, Linde, Medler, Mossel, Veldwijk, Vierakker, Vorden, Wichmond y Wildenborch.
- Procedentes del anterior municipio de Zelhem: De Meene, Halle, Halle-Heide, Halle-Nijman, Heidenhoek, Heurne, Oosterwijk, Velswijk, Wassinkbrink, Winkelshoek, Wittebrink y Zelhem.
- Anteriormente en Steenderen: Baak, Bronkhorst, Olburgen, Rha, Steenderen y Toldijk.

## Galería

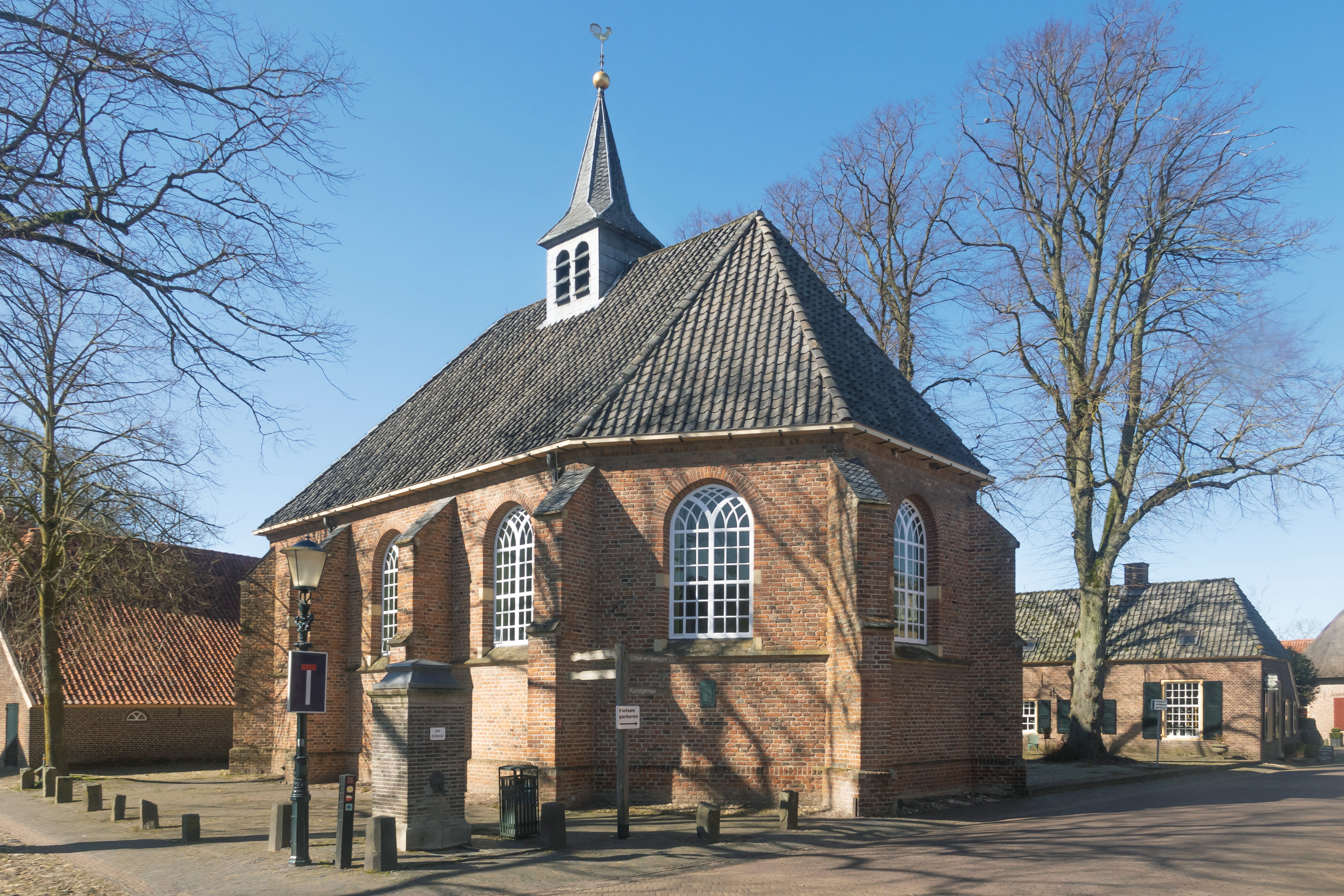
Bronkhorst, la capilla
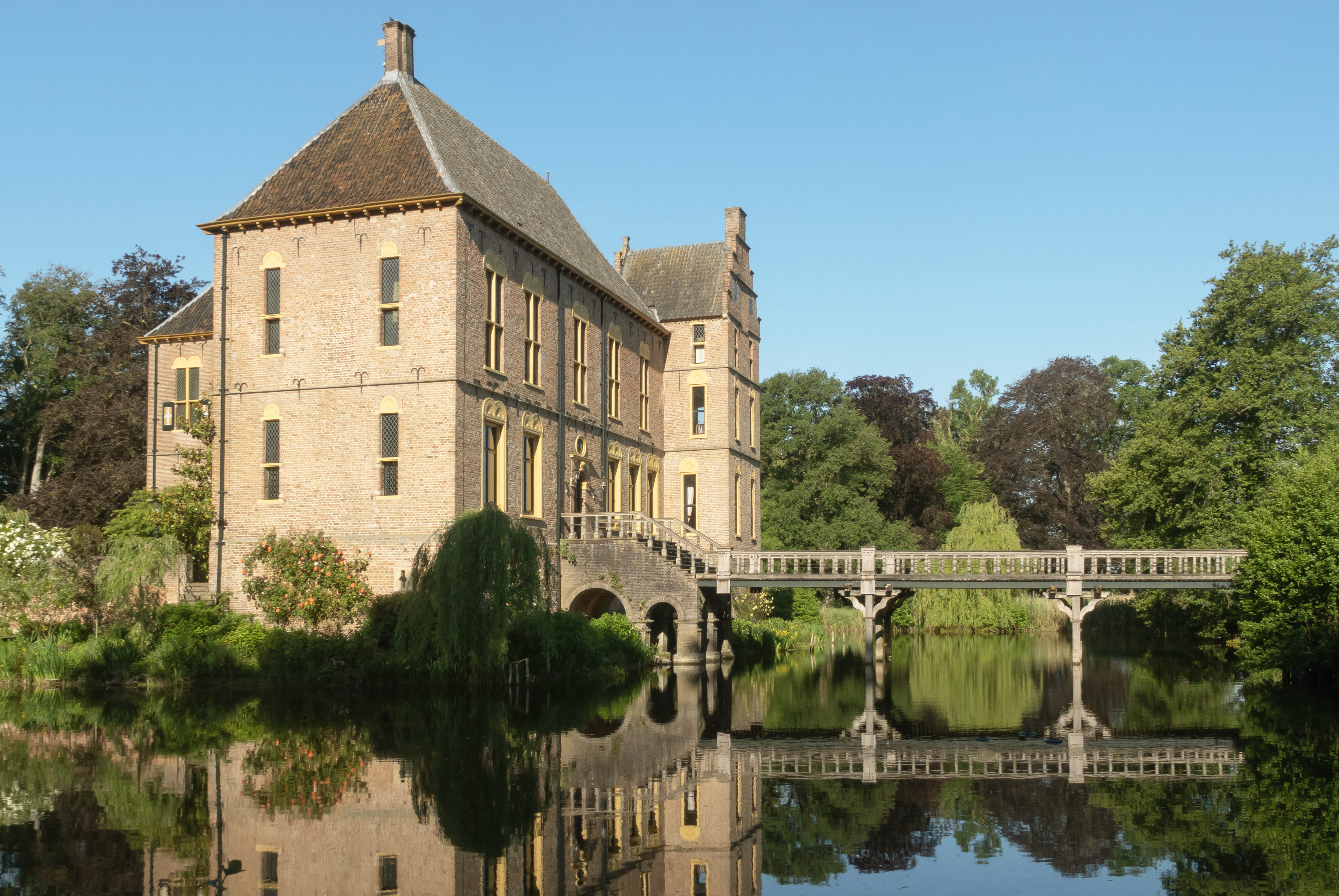
Vorden, el castillo: Huis Vorden
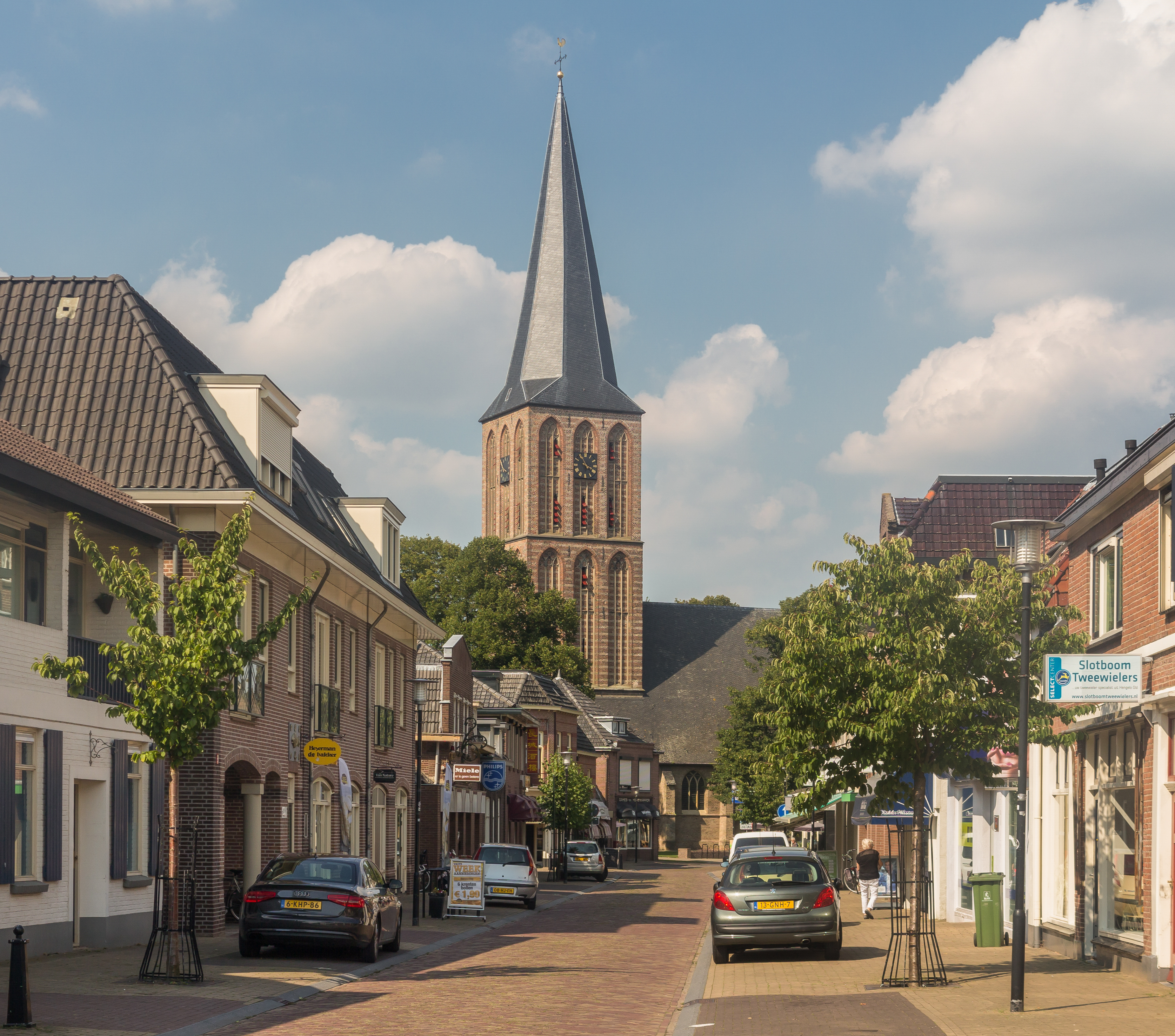
Hengelo, la iglesia (de Remigiuskerk) en la calle
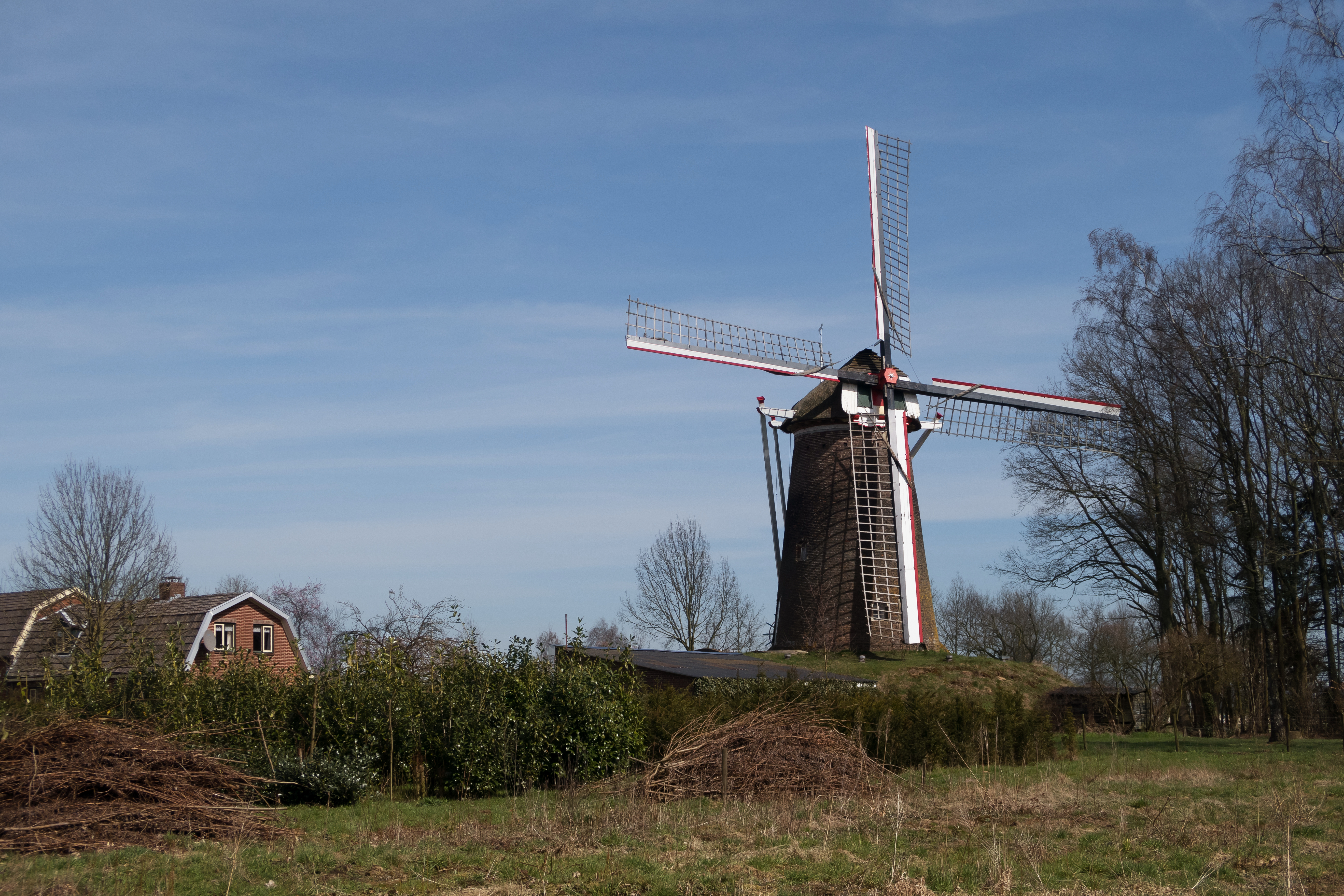
Wittebrink, el molino: de Wittebrinkse Molen
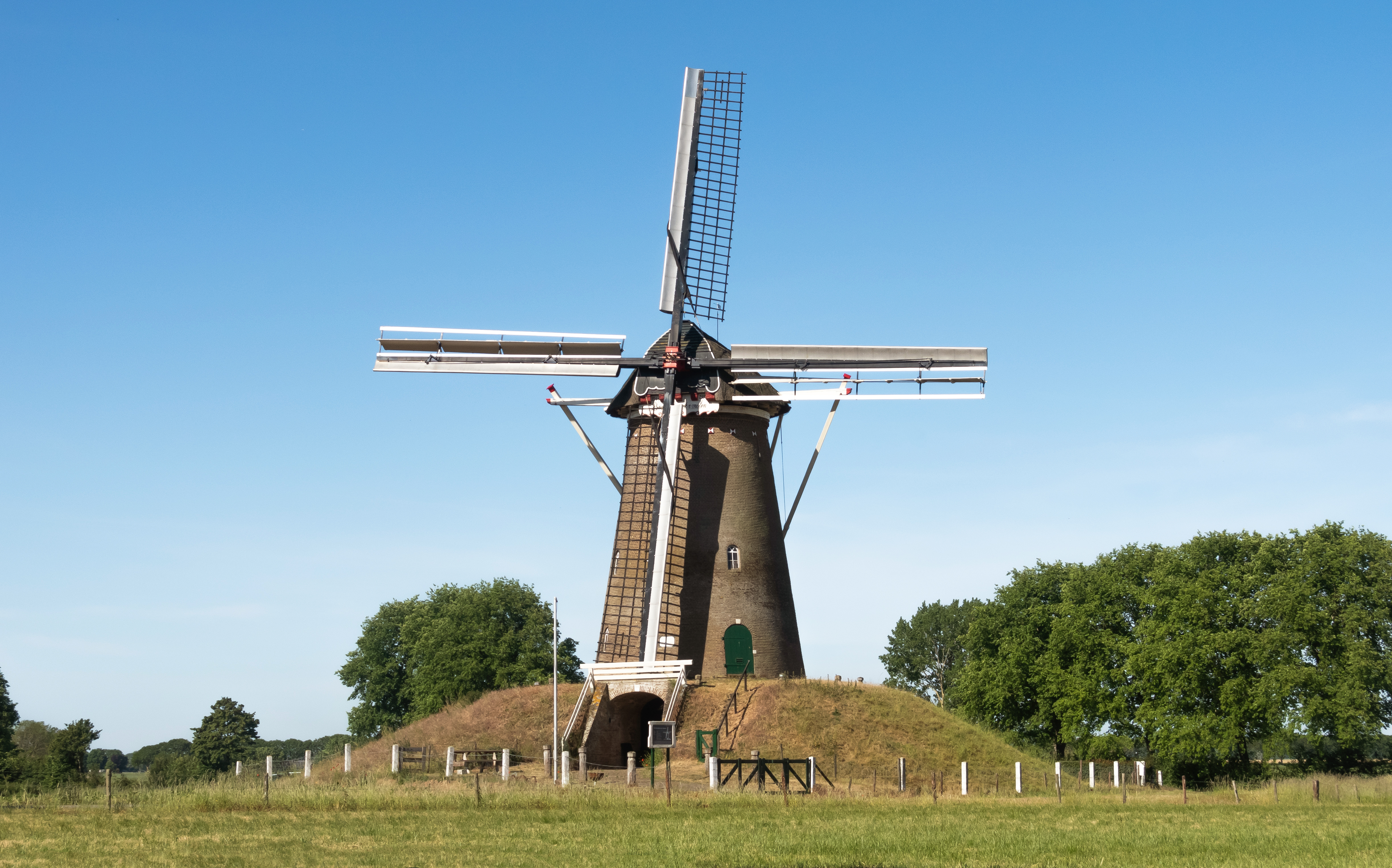
Steenderen, el molino: de Bronkhorster Molen
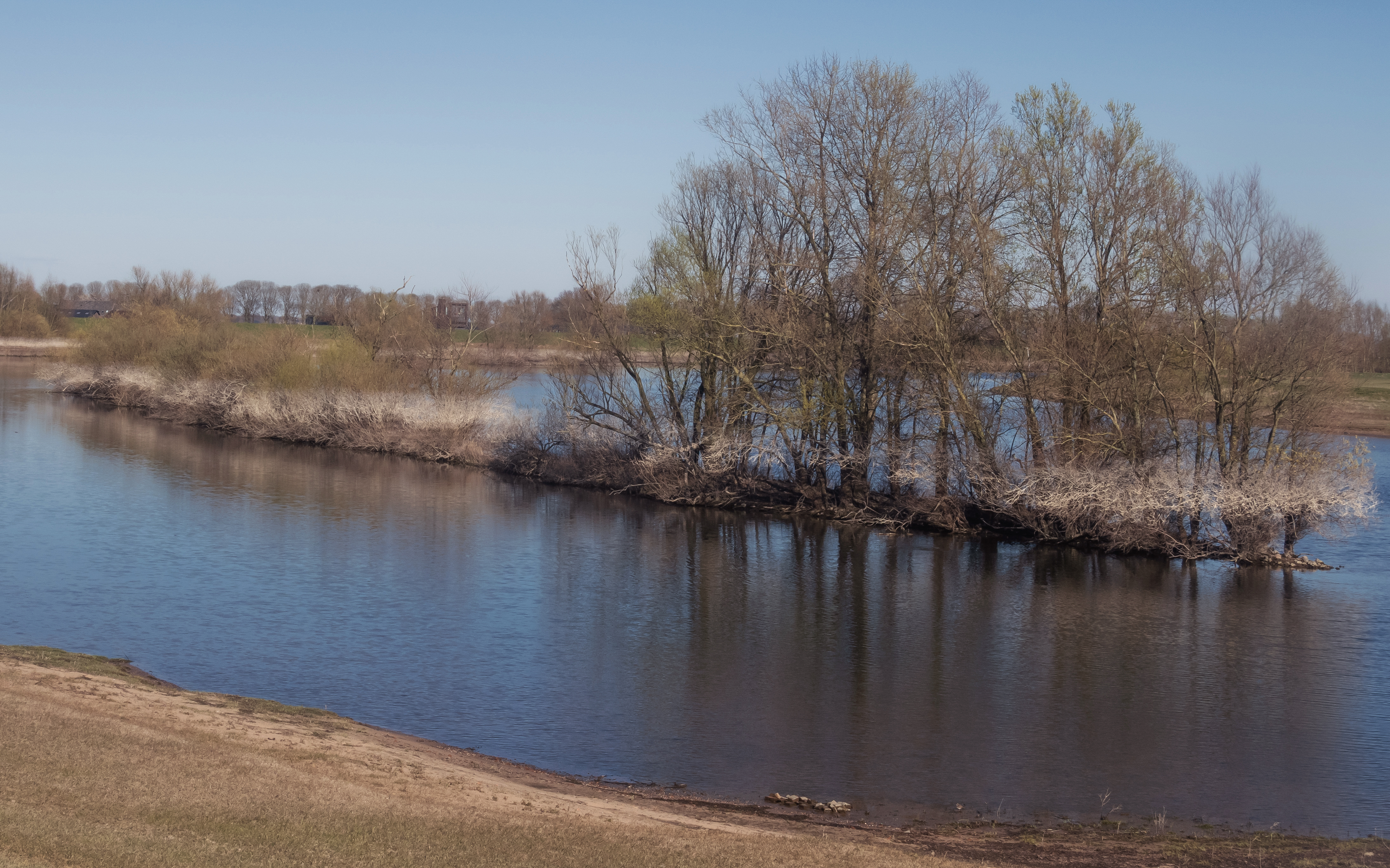
entre Olburgen y Doesburg, el Zwarte Schaar